# Forteresse de Višegrad
Ne doit pas être confondu avec Višegrad.
La forteresse de Višegrad (en albanais : Vishegrad ; en serbe cyrillique : Вишеград ; en serbe latin : Višegrad) est une forteresse médiévale située au Kosovo près de Prizren et dans le district de Prizren. Elle a été construite au XIVe siècle et est inscrite sur la liste des monuments culturels de l'Académie serbe des sciences et des arts et sur celle des monuments culturels du Kosovo. La forteresse est aujourd'hui en ruine.

## Présentation
La forteresse de Višegrad est construite sur une hauteur qui domine le monastère des Saint-Archanges et qui était destinée à le protéger ; elle est également connue sous les noms de Prizrenac et de Gornji grad Les remparts sont constitués de quatre tours et d'une cinquième servant de donjon. À l'intérieur de la citadelle se trouvent notamment les vestiges de l'église Saint-Nicolas, mentionnée dans une charte du roi serbe Stefan Dragutin.

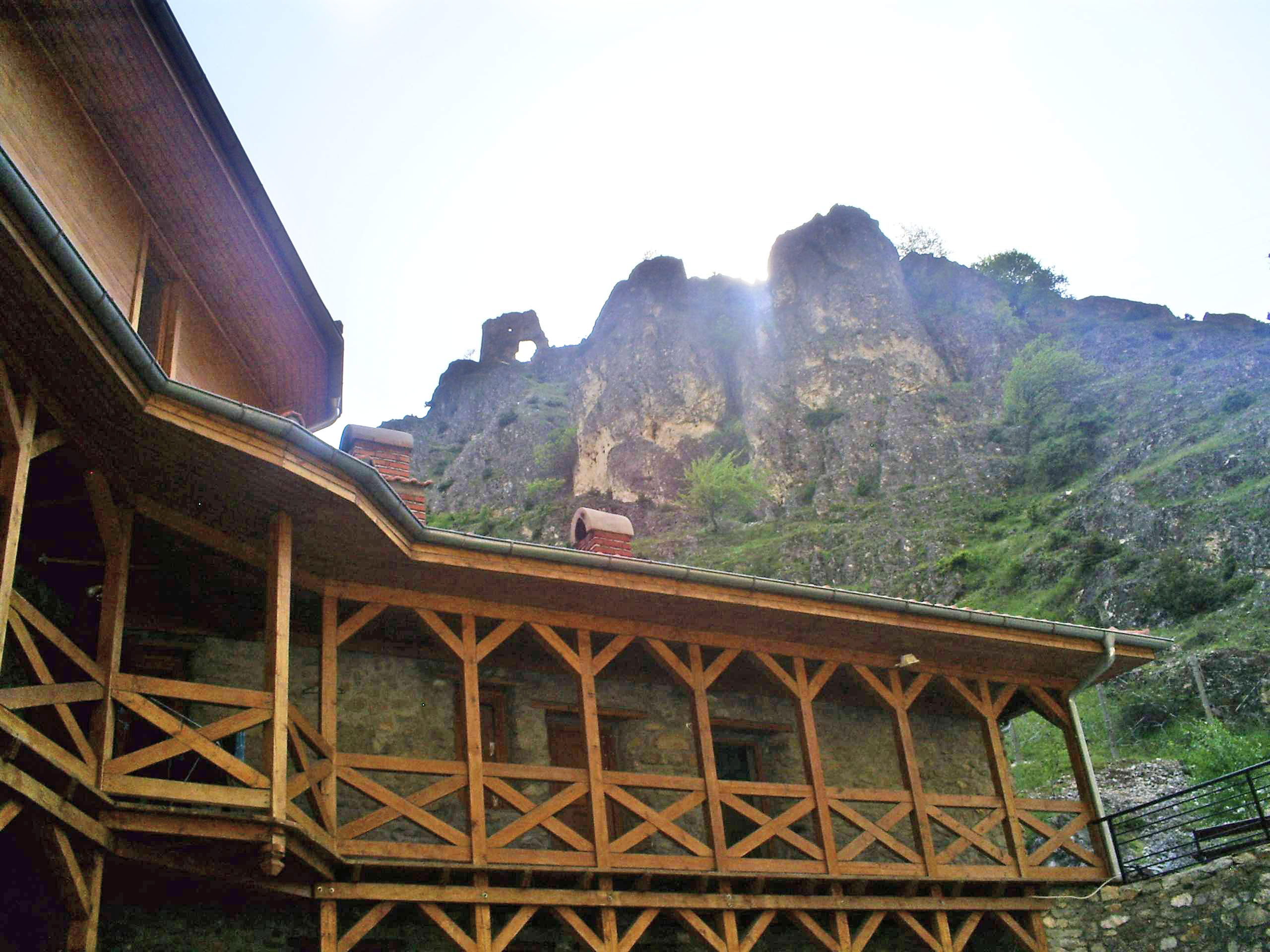
La forteresse vue depuis le monastère des Saint-Archanges